# Polar (film, 2019)
Pour les articles homonymes, voir Polar.
Pour plus de détails, voir Fiche technique et Distribution.
Polar est un film d'action néo-noir germano-américain réalisé par Jonas Åkerlund, sorti en 2019 sur Netflix. Il s’agit de l’adaptation du roman graphique Polar: Came from the Cold de Víctor Santos (2012).

## Synopsis
Duncan Vizla est un des tueurs à gages les plus redoutés au monde. On le surnomme le « Black Kaiser ». Il est sur le point de prendre sa retraite. Mais son patron ne l'entend pas de cette oreille et envoie des jeunes recrues impitoyables afin de l'éliminer. Le « Black Kaiser » est alors contraint de reprendre du service pour sauver sa vie.

## Fiche technique
Sauf indication contraire, les informations mentionnées dans cette section peuvent être confirmées par la base de données cinématographiques IMDb,  présente dans la section « Liens externes ».
- Titre original : Polar
- Réalisation : Jonas Åkerlund
- Scénario : Jayson Rothwell, d’après le roman graphique Polar: Came from the Cold de Víctor Santos
- Direction artistique : Emma Fairley
- Décors : Peter Mihaichuk
- Costumes : Lea Carlson et Susie Coulthard
- Photographie : Pär M. Ekberg
- Montage : Doobie White
- Musique : deadmau5
- Production : Jeremy Bolt, Hartley Gorenstein et Robert Kulzer

Production déléguée : Keith Goldberg, Mads Mikkelsen, Martin Moszkowicz et Mike Richardson
- Sociétés de production : Constantin Film et Dark Horse Entertainment
- Sociétés de distribution : Netflix (monde)
- Pays d’origine :  Allemagne /  États-Unis
- Langues originales : anglais, russe
- Format : couleur
- Genre : action, thriller et néo-noir[2]
- Durée : 118 minutes
- Dates de sortie : Monde : 25 janvier 2019 sur Netflix

## Distribution

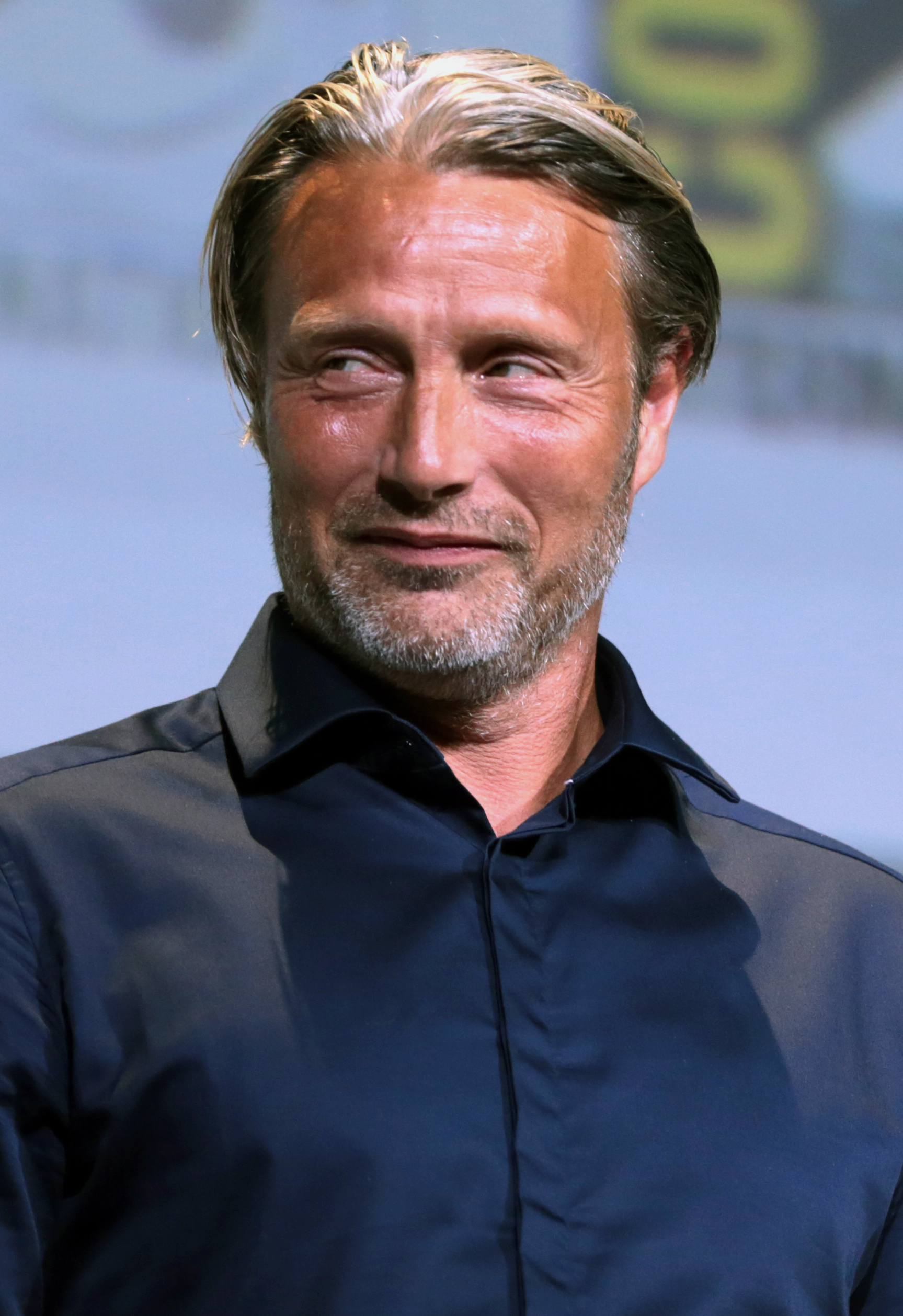
L'acteur principal Mads Mikkelsen, ici en 2016.

- Mads Mikkelsen (VF : Yann Guillemot) : Duncan Vizla / Black Kaiser
- Vanessa Hudgens (VF : Adeline Chetail) : Camille
- Katheryn Winnick (VF : Marie Diot) : Vivian
- Matt Lucas (VF : Jérôme Pauwels) : M. Blut
- Josh Cruddas : Alexei
- Ruby O. Fee (VF : Leslie Lipkins) : Sindy
- Anthony Grant : Facundo
- Robert Maillet : Karl
- Fei Ren : Hilde
- Inga Cadranel : Regina
- Pedro Miguel Arce : Pedro Gonzalez Gonzales
- Johnny Knoxville (VF : Philippe Valmont) : Michael Green
- Richard Dreyfuss (VF : Michel Papineschi) : Porter
- Ayisha Issa : Jazmin
- Lovina Yavari : Junkie Jane

## Production

### Développement
En octobre 2014, il est annoncé que l’adaptation du roman graphique Polar: Came from the Cold de Víctor Santos se fera en prise de vues réelles, développée par Constantin Film et Dark Horse Entertainment. Le script spéculatif de Jayson Rothwell est acheté.

### Attribution des rôles
En octobre 2017, l’acteur Mads Mikkelsen est engagé. En février 2018, Vanessa Hudgens, Katheryn Winnick et Matt Lucas joignent la production.

### Tournage
Le tournage commence le 23 février 2018, avec le réalisateur suédois Jonas Åkerlund aux commandes, à Toronto au Canada, ainsi qu’à Orono dans la province d’Ontario.

### Musique
En septembre 2018, sur son Twitter, le musicien Deadmau5 annonce qu’il s’engage à la musique du film. Le 25 janvier 2019, la bande originale du film sort.

#### Liste de pistes
| 1.  | Somb                          | 1:45 |
| 2.  | Cabin                         | 3:20 |
| 3.  | Chill                         | 1:48 |
| 4.  | Sniper                        | 1:36 |
| 5.  | Torture                       | 1:38 |
| 6.  | Midas Heel                    | 6:19 |
| 7.  | Drugs                         | 1:36 |
| 8.  | Willhelm                      | 1:20 |
| 9.  | Main                          | 1:34 |
| 10. | Nosedive                      | 8:40 |
| 11. | Camilla                       | 3:33 |
| 12. | End                           | 5:20 |
| 13. | Drama Free (featuring Lights) | 3:11 |

## Accueil
Le 25 janvier 2019, Netflix distribue mondialement le film.